# 朱博
朱博（？—前5年），字子元，杜陵縣（今屬陝西省西安市）人，西汉政治人物。朱博年少時家貧，與蕭育、陳咸結為好友，曾於陳咸因洩漏朝中機密，被下獄拷掠至性命垂危時，不顧危險前往獄中與陳咸會面，替好友證明他被拷問一事，使陳咸最終得以免除死罪，從輕發落為城旦，朱博因此揚名。
朱博個性剛強機敏，富於權謀，出仕為官後，節儉清廉，果於誅殺，擔任太守、九卿時賓客滿門。漢哀帝年間，升遷至京兆尹、大司空、御史大夫等職，其後朱博接替孔光為丞相，封陽鄉侯，任上因阿附傅太后的意旨，與趙玄共同彈劾前大司馬傅喜，被漢哀帝派官員審訊調查，命其前往廷尉府的牢獄，朱博於是自殺而死。

## 生平

### 義救摯友
朱博家境貧寒，早年於縣裡供職當亭長，對年輕人甚為好客，對惡人敢於追捕、搏擊，剛直仗義喜好結交朋友，跟隨上級官員，不避風雨，這時前将军萧望之的兒子萧育，御史大夫陳萬年的兒子陈咸因是公卿子弟又有顯著才能聞名於世，朱博和他們都結為好友，當時各陵縣由太常管轄，朱博以太常掾的資格參加察廉考試，被委任為安陵縣县丞，後來辭去官職到京兆尹，先後擔任曹署的掾和史，出任督郵書掾，所在衙署辦事稱職，郡中百姓頌揚他。
恰逢朱博的好友陳咸擔任御史中丞，因洩漏宮中官員談話的內容被關進牢獄，朱博為此自行離職，私下步行到廷尉府裡，伺機探聽陳咸犯罪之事，陳咸被拷打訊問直至傷重垂危，朱博假裝能為人醫治進入監獄，得以見到陳咸，全盤了解其犯罪的情況，朱博從獄中出來後，改變姓名，替陳咸驗證他被拷打了數百下，終於使陳咸免除死罪，得以定罪減刑為城旦出獄，朱博因此聲名遠播，成為郡府的功曹。

### 臨機應變
過了些日子，汉成帝登基，大將軍王凤執掌朝廷大權，他向漢成帝進言請求委任陳咸為长史，陳咸推薦蕭育、朱博擔任將軍府屬員，王鳳相當器重朱博的才能，舉薦朱博擔任櫟陽縣县令，調遷雲陽、平陵二縣，憑藉品第高轉任長安縣縣令，國都长安得到治理，擢升為冀州刺史。
朱博本是武官出身，因此並未親自處理有關法律條文的事務，等到其擔任刺史巡視部屬時，有官吏和百姓數百人阻攔在路上自發告狀，官署裡擠得滿滿的，从事稟告說請他暫時停留在該縣，接見並記錄那些自發告狀者的意見，事情完畢便出發，想以此來觀察試探朱博，朱博心裡明白他們的意圖，通知負責外勤官員趕快備好車馬，官員稟告準備好車馬以後，朱博便出來登車接見自發告狀的人，讓從事明白告誡官吏與百姓說：「要告發縣丞、县尉的，刺史不督察黃綬等級的官員，各自到郡府去，要告發郡太守和墨綬級長史的，等到刺史巡視部屬回去，往刺史處理政務的地方，倘若百姓被官吏所冤枉，以及有關盜賊和爭訟的事，各自可委託部從事處理。」朱博停住車馬判案發落，四、五百人一時間盡皆散去，快的有如神助，官吏和百姓大為吃驚，沒有想到朱博居然如此會應付事變。後來朱博慢慢地查問，果然是有個老從事教唆百姓聚會，朱博於是殺了這名老從事，自此以後，州郡的官吏和百姓皆畏懼朱博的威嚴。

### 移風易俗
後來朱博又轉任并州刺史、護漕都尉，調遷琅邪郡太守。齊地之人性格從容不迫以此來保持名聲，朱博新上任，右曹署的掾史官員都送交文書稱病臥床，朱博詢問其中緣故，回答說：「是因為惶恐啊！按照慣例郡太守新到任，往往要等派遣官吏前去問候並表示致意，他們才敢起身就職。」朱博生氣地抖動兩頰長鬚並捶擊桌子說：「眼看齊地兒輩想把這種慣例當作習俗嗎？」隨後召見各曹屬史、書佐及縣大吏，選拔考察那些可以任用之人，讓他們出來補充官位，斥責且全部罷免那些稱病的官吏，讓他們裹著白色頭巾走出府門，郡中上下大為震驚。不多久，門下掾贛遂是一名耆老大儒，教授的子弟有數百人，他行拜起禮動作遲緩，朱博讓主簿出來對他說：「贛先生不熟悉官吏禮儀，主簿暫且去教他行拜起之禮，直到熟練為止。」又告誡功曹說：「官府署員大多穿著寬大的衣服和褲子，這並不符合規定，從現在起掾史的衣服都要距離地面三寸」。
朱博尤其不喜歡那些儒生，所到郡縣往往罷黜議曹，說：「豈能再設置謀議的曹署！」文學儒吏常有上書陳說各種事情的，朱博見了就對他們說：「我作為太守和一般漢朝官吏是一樣的，奉行三尺律令以便辦事而已，對儒生所說的聖人之道無可奈何啊！暫且把這個聖人帶回家去，等尧、舜那樣的君主出現，再向他們訴說吧。」朱博便是如此拒絕人的，他任職數年，大大改變了當地的風俗習慣，掾史屬吏的禮節轉變為像楚、趙兩地的官吏一樣。

### 責令游徼
朱博治理郡，經常讓所屬各縣任用當地的豪傑當縣裡的大吏，按照各自才能任用文武官員，縣裡有勢力強大的盜賊以及出現非常情況，朱博往往發文書去督責他們，如果盡力辦事又有成效，必定增加獎賞，懷藏欺詐不稱職的話，立即實行懲罰，因此豪強懾服。姑幕縣有同門友八人在縣廷之中報仇殺人，都沒有捕抓到，縣長史自己繫帛书上報郡府，賊曹掾史主動提出請求去姑幕縣，此事被朱博否決不讓出行，功曹諸掾屬也都立即自行提出請求，朱博依舊不讓出行，府丞於是到郡太守府辦事處，朱博才接見說：「我以為縣裡自己有長吏，丞掾認為郡府應當干預這件事嗎？」書佐從辦事處臺階下面進來，朱博向他口授文告說：「郡府告誡姑幕縣縣令、縣丞，你們上報發生殺傷人命的案件，但兇手尚未抓到，文書已經收到，郡府的文告到後，縣令、縣丞留守縣府處理政務，游徼王卿能力有餘，可按照法令執行！」王卿接到文告後感到恐懼，親屬們也驚恐失色，晝夜奔走，十幾日內就捕到五人，朱博再次下發文書說：「王卿為公事憂勞收效顯著，文告一到，帶著記功簿和閱歷證明來郡府，縣府掾屬以下的人員也可用，可逐漸捕獲其餘兇手。」朱博控制下屬的方法，都是這樣的。
其後朱博憑藉優秀政績入京試任左馮翊，期滿一年轉正，他治理左馮翊，對禮儀制度的了解和聰明才智雖遠不及薛宣，卻富於勇猛和欺詐，張設法網，少有仁愛利民，敢於誅殺罪犯，但是亦有施捨，時常有重大的寬免措施，屬下官吏因此替朱博盡力。

### 御下有道
長陵縣世家大族尚方禁年輕時曾與別人的妻子私通，被刀斧砍傷，傷著了他的臉頰。府署的功曹接受他的賄賂，稟告調任尚方禁為試用縣尉，朱博知道這件事後，藉其他事由召見尚方禁，查看他的臉面，果然有疤痕，朱博讓左右迴避後問尚方禁說：「這是什麼時候受的傷？」尚方禁自知朱博已經知道實情，叩頭承認情狀，朱博笑著說：「男子漢本來有時會有這種事，我想要洗雪你的恥辱，擦去汙點起用你，你自己能不能為我效力呢？」尚方禁又高興又害怕，回答說：「願意以死相報！」朱博於是告誡尚方禁說：「不得洩漏談話的內容，有發現任何應辦的事，應立即記下來並及時上報。」其後朱博親近信任尚方禁把他作為自己的耳目，尚方禁日夜不停地揭發部中盜賊及其他潛伏的壞人壞事，頗有功效，朱博於是提拔尚方禁連續試任縣令。過了些日子，朱博召見功曹，關上大門數次責問他接受尚方禁賄賂之事，給功曹筆和木簡讓他自己作紀錄，說：「收受賄賂一錢以上前後累計多少，不得有所隱瞞，有半句欺騙的話，就要殺頭！」功曹害怕，自己全數列出受賄得到的贓物清單，不論大小都不敢隱瞞，朱博知道他已據實回答，於是讓他回到席位上就坐，接受告誡要他自己改正罷了，並扔刀讓功曹削掉所記的贓物清單，派其出去擔任職務，功曹在事後經常感到恐懼，不敢有所失誤，朱博終於讓他做出成績。
其後朱博升任大司農，任職一年多後，因為輕微地觸犯法律，降調為犍為郡太守，以前當地的南蠻豪強若兒多次侵擾掠奪，朱博深入結交他的兄弟，讓他挑撥敵方內部彼此關係，突然乘機發起進攻將若兒殺死，郡中從此太平。

### 奇譎斷獄
後來朱博調任山陽郡太守，因得病被罷免官職，又再次被徵召擔任光祿大夫，擢升廷尉，職責是掌管疑難問題的決斷，必需評議全國各地的訴訟案件，朱博擔心被下屬官員所欺騙，上任後，便召見廷尉正、廷尉左監、廷尉右監及掌管法律的掾史，告訴他們說：「我原本出身武官，幸虧有眾多賢士，又有什可以憂慮的呢！然而我治理郡縣審理和判決案件以來將近二十年，也暗自聽聞很長時間，三尺法令，各種人事都在其中，掾史們和廷尉左、右監可共同嘗試選擇前代獄吏判案中議論難解的數十件，拿來試問我，可以為各位再行臆斷這些案例。」廷尉正和廷尉左、右監以為這是朱博隨意逞強，主觀臆斷未必能符合案情，便共同分條陳述這些案例。朱博將掾史們都召來，讓他們平列坐著發問，朱博給這些案例評定量刑的輕重，十之八九都符合實際，下屬官員皆佩服朱博分析問題的幹練簡略，才能超乎常人，朱博每次調動改變官職，所到之處往往做出這樣奇異的舉動，以便明白告訴下屬自己是不可欺騙的。
過了一段時間，朱博調任為後將軍，與紅陽侯王立交好，後來王立有罪被遣回封國，有關官員上奏說朱博和王立關係密切，朱博因此受牽連被免職，一年多後，汉哀帝登基，因為朱博是名臣，召見了他，朱博因此又從家中出任光祿大夫，調遷京兆尹，幾個月後破格升遷為大司空。

### 設立三公
起初，汉朝興起時承繼秦朝的官制，設置丞相、御史大夫、太尉。至汉武帝時廢除太尉一職，開始設置大司马又加上將軍的名稱，沒有印綬和屬官，到了漢成帝年間，何武任九卿，建議說：「古代人民質樸政事簡略，國家的輔佐大臣一定是德才兼備之人，然而還要以天上日月為法，具備三公，各有職務的分工。如今存在末世衰敗習俗的弊病，政事紛繁複雜，宰相的才能趕不上古人，而丞相卻一人獨兼三公的政事，所以長期衰敗而政治不穩，應該設置三公，規定卿大夫的職責，根據職務的分工給予政務，以便考核功勞和政績」。
在這之後漢成帝依據何武的建議詢問自己的老師安昌侯張禹，張禹認為何武說的對，當時曲陽侯王根任大司馬骠骑将军，何武任御史大夫，漢成帝於是賜予王根大司馬印綬，設置屬官，廢除驃騎將軍的官銜，任命御史大夫何武為大司空，封為列侯，都增加俸祿如同丞相等級，以便完善三公官職，參加廷議的官員大多認為古今制度不同，漢朝從天子的稱號下至佐史皆和古代不同，卻單獨改變三公官職，職位所規定的任務難以分明，不利於治理當前紛亂複雜的局面，這時御史府吏員宿舍一百多間小屋的井水都枯竭，又御史府內種有許多柏樹，經常有幾千隻野生的乌鸦棲息在樹上，早晨飛去傍晚飛來，號稱「朝夕烏」，而烏鴉飛去後有幾個月不來了，年紀大的老人對這件事感到怪異。
過了兩年多，朱博任大司空，上奏說：「帝王的治國方法不必相互繼承，應各自按當事的要事來決定，高皇帝憑聖明德行受命於天，建立帝王的大業，設置御史大夫，地位次於丞相，掌管整頓法令制度，依據職權參與輔佐，總領百官，上下互相監督，經過二百年，全國安定，如今改為大司空，與丞相地位相同，卻沒有得到神明的讚美和佑助，舊日的典章制度，選拔太守和國相中政績優秀者擔任中二千石秩位的九卿，選拔中二千石擔任御史大夫，勝任該職務的擔任丞相，官位第次有序，以表示尊崇聖德，重視國家的丞相，如今中二千石未經歷御史大夫便升任丞相，權威不夠，不能體現重視國家政務。臣下認為大司空應該廢除，再次設置御史大夫，遵奉舊有的制度，臣願盡力，憑藉御史大夫的地位做百官的表率。」漢哀帝同意朱博的意見，改任朱博為御史大夫，恰巧大司馬傅喜被免職，便以陽安侯丁明為大司馬卫将军，設置屬官，大司馬加上將軍的名稱與舊制相同。四年之後，漢哀帝將丞相改稱大司徒，再次設置大司空、大司馬。

### 復置刺史
當初，何武擔任大司空，和丞相翟方進一起上書說：「古時候從諸侯中選拔賢能之人擔任州伯，《尚書》說『徵詢十二牧』，以達到擴大聰明才智，明察隱蔽角落的目的，如今部刺史處於牧伯的地位，總領一州的大權，依次挑選大臣，所薦舉官位高達九卿，所憎恨的官吏可以立即解除職務，責任重職權大，《尚書》的道理，用地位尊貴的人去管理地位卑賤的人，不用地位卑微的官吏去統管地位尊貴的官吏，刺史官位在下大夫，卻統管二千石，輕重不合標準，有失官位的正常次序，臣請求廢除刺史，改設州牧，以符合古代制度。」奏書獲得同意。
等到朱博上書恢復設置御史大夫之職後，朱博又在奏書中說：「漢朝至大的恩德廣大無比，在全國萬里之內，都設置了郡縣，部刺史奉命掌管各州，督察各郡國讓官吏與百姓得到安寧，按照舊制，刺史任職九年即推選為郡太守或諸侯國國相，如果有特殊才能並有顯著政績的立即升遷，秩位卑微而賞賜豐厚，因此刺史大都能自勉立功樂於進取。前丞相翟方進上書廢除刺史，改設州牧，秩祿為真二千石，地位僅次於九卿，恐怕功績將會衰敗，無法阻止為非作歹之人，臣請求廢除州牧，和過去一樣設置刺史。」其奏書得到許可，再次恢復刺史的職位。

### 劾奏傅喜
起初，漢哀帝的祖母定陶傅太后想求稱尊號，傅太后的堂弟高武侯傅喜擔任大司馬，與丞相孔光、大司空师丹共同主持公道加以議定否決，孔鄉侯傅晏也是傅太后的堂弟，諂媚奉承想要順從太后的意旨，恰巧朱博剛剛被徵調為京兆尹，傅晏與他結交，謀求成就尊號，以便推廣孝道，因此師丹先被免除職務，朱博更替為大司空，多次在內廷向漢哀帝呈上密封奏章說：「丞相孔光的志向只在安守本分，不能憂念國事，大司馬傅喜於最尊貴的地位和最近之親，偏袒大臣，對政事的治理沒有什麼益處。」漢哀帝於是罷免傅喜的官職遣回封國，免除孔光的官職降為平民，由朱博接替孔光擔任丞相，封陽鄉侯，食邑二千戶，朱博上書推辭說：「舊日的典制封給丞相不滿千戶，可是唯獨臣超過規定，實在深感慚愧又恐懼，希望退還一千戶。」漢哀帝同意了。
傅太后埋怨傅喜不能完成尊號之事，便讓孔鄉侯傅晏暗地裡和朱博密謀，讓他上奏免除傅喜的侯爵封號，朱博接受詔令，與御史大夫趙玄商議，趙玄說：「此事在以前已經解決了，這麼做或許不合適吧？」朱博說：「已經答應孔鄉侯奉命之事，平民間互相約訂，尚且能夠以死相助，何況是最尊貴的人呢？我只有不顧生死去做啊！」趙玄立即答應。朱博不想單獨斥責奏免傅喜，由於原大司空何武以前也是犯下過失被免職遣回封國，事情和傅喜相似，就合併上書說：「傅喜、何武以前在位時，對政事的治理都沒什麼益處，雖然已經免職歸家，但爵位與封地的封賞不是他們應當得到的，請求廢除他們的爵位和封地降為平民」。

### 自盡國除
漢哀帝知道傅太后一向怨恨傅喜，因此收到上書後懷疑朱博、趙玄逢迎意旨，立即叫趙玄到尚書官署接受審訊，趙玄口供承認逢迎意旨，漢哀帝又下詔令左將軍彭宣以及中朝官共同訊問。彭宣等人上書檢舉彈劾說：「朱博是宰相，趙玄為上卿，傅晏憑外親封侯加特進官位，他們都是輔佐皇帝的大臣，為皇上所信任，卻不考慮忠誠為朝廷效勞，致力推廣恩德教化，做百官的表率。明知道傅喜、何武此前已蒙受皇恩罷官返回封國，事後又經過三次赦免，朱博卻堅持邪門左道，虧損皇上的恩德，結交貴戚並得到寵信，背叛皇上向著逆臣，陰謀擾亂政事，是陰險狡詐的禍首，附和臣下欺騙皇帝，做臣子不效忠朝廷，不走正道。趙玄明知朱博所說的違反國法，仍違背忠君之道隨意附和順從，犯了不敬皇帝的罪名。傅晏和朱博商議罷免傅喜，同樣犯下不敬皇帝的罪名，臣等請求下詔令給谒者通知朱博、趙玄、傅晏到廷尉府的牢獄去」。
漢哀帝又下命令文告說：「將軍、中二千石、二千石、諸大夫、博士、議郎共同商議。」右将军蟜望等四十四人認為「像彭宣等人所說的，可以同意。」諫大夫龔勝等十四人認為「《春秋》的道理，用陰謀手段來侍奉君王，必須用制定的刑罰不能赦免。鲁国大夫叔孙侨如想要專擅魯國大權，到晋国去誣陷他的同族兄季孫行父，晉國拘禁了季孫行父從而搞亂魯國，《春秋》鄭重地記載下這件事。現在傅晏拋棄使命毀壞宗族，搞亂朝政，邀約大臣去欺瞞皇上，自己策劃計謀，親自為亂政造勢，應當和朱博、趙玄同罪，罪名都是不道。」漢哀帝給趙玄的死罪減輕三等，削去傅晏四分之一的食邑戶數，授予謁者符节通知丞相朱博到廷尉的牢獄去，朱博隨即自殺而死，封國被廢除。

## 性格特徵
朱博為人廉潔簡樸，不好酒色遊玩宴樂，他從卑微貧賤直至富貴，每次用餐不擺多種菜餚，案上不超過三盤，晚睡早起，妻子很少見到他，夫妻兩人只育有一個女兒，沒有兒子。而朱博喜好和士大夫交往，擔任郡太守和九卿時，賓客滿門，遇到想做官的就薦舉他，想報仇的就解下劍來配戴在他的身上，朱博便是如此辦事接待士人，憑自身的力量在事業上有所建樹，然而朱博最終也是因此失敗。

## 軼事
起初在建平二年的四月十九乙亥日，朱博以御史大夫的身分升任丞相，封陽鄉侯，趙玄憑少府的身分遷升御史大夫，當兩人一同登臨未央宫前殿接受授官儀式，正由官員引導接受策書之際，突然有如同鐘鳴一樣的巨響傳來，殿中的郎、吏以及值班的衛士們都聽見了，汉哀帝於是就此事詢問黃門侍郎扬雄和李尋。
李尋回答道：「這是《洪範》所說的鼓妖，經師傳授的說法是認為國君視聽不聰敏，被眾人所迷惑，有空名的人得以進用，於是有聲無形，不知道從哪裡發生。《洪範傳》說，如果發生在一年一月中的中間那段時間，就是正卿承擔報應，現在四月日子裡多加了一個辰巳與往常不同，這就成了中。正卿即是指執政大臣，所以應當罷退丞相、御史大夫，來順應天變，即使不罷退他們，不出一年，這些人自己也會受到懲罰的。」揚雄亦認為這是鼓妖，為視聽失誤的徵象。朱博為人強毅而富於權謀，適合擔任將軍而不適合做丞相，恐怕有兇惡疾急的怒氣。而漢哀帝並未聽從李尋、揚雄的建議，後來到了八月，朱博、趙玄果然被判處陰謀作奸之罪，朱博自盡，趙玄以免死論處。

## 評價
- 班固：博馳騁進取，不思道德，已亡可言，又見孝成之世委任大臣，假借用權。世主已更，好惡異前，復附丁、傅，稱順孔鄉。事發見詰，遂陷誣罔，辭窮情得，仰藥飲鴆。孔子曰：「久矣哉，由之行詐也！」博亦然哉[1]。
- 蔡東藩：朱博計救陳咸，頗有俠氣，乃其後晚節不終，甘附丁傅，曲媚孔鄉，劾傅喜，彈何武，意欲緣此固寵，不意反動哀帝之疑，坐陷誣罔之罪，仰藥而死，富貴之誤人大矣哉[4]。

## 延伸閱讀
[在维基数据编辑]
 《漢書/卷083》，出自班固《漢書》

| 前任： 何武 | 西汉御史大夫 前5年 | 繼任： 趙玄 |
| 前任： 孔光 | 西汉丞相 前5年     | 繼任： 平当 |